# Fukushima United Football Club
Maillots
Actualités
Le Fukushima United FC (福島ユナイテッドＦＣ) est un club japonais de football basé à Fukushima dans la préfecture du même nom. Le club évolue en J.League 3.

## Historique
En 2002, il forme le "Fukushima Yume Group" pour créer une équipe de football visant à rejoindre la J.League, et en 2004, il fonde le "Fukushima Yume Group Junkers". En 2006, il prend la direction du FC Perada Fukushima et participe à la deuxième division de la Ligue Tohoku. Le nom a été changé pour le nom actuel de l'équipe en 2008, et après avoir surmonté la crise de survie due au tremblement de terre du Grand Est du Japon, l'entrée tant attendue dans la J.League a été réalisée en 2014.
Le nom de l'équipe United exprime que l'équipe, les joueurs, le personnel, les supporters et Fukushima deviendront "un" et travailleront pour le développement et la revitalisation de Fukushima. Le phénix représenté sur l'emblème symbolise "les activités du club qui se poursuivront dans le futur" et porte une couronne de l'idée que "si vous continuez, vous serez certainement un champion".

## Palmarès
| Compétitions nationales | Compétitions internationales |
| - Néant                 | - Néant                      |

## Joueurs et personnalités du club

### Entraîneurs
Le tableau suivant présente la liste des entraîneurs du club depuis 2010.
| Rang | Nom            | Période   |
| ---- | -------------- | --------- |
| 1    | Satoshi Tezuka | 2010-2012 |
| 2    | Yu Tokisaki    | 2012-2014 |

| Rang | Nom              | Période   |
| ---- | ---------------- | --------- |
| 3    | Keisuke Kurihara | 2014-2017 |
| 4    | Kazuaki Tasaka   | 2017-2019 |

| Rang | Nom           | Période   |
| ---- | ------------- | --------- |
| 5    | Takeo Matsuda | 2019-2021 |
| 6    | Yu Tokisaki   | 2021-2022 |

| Rang | Nom               | Période     |
| ---- | ----------------- | ----------- |
| 7    | Toshihiro Hattori | 2022-2023   |
| 8    | Mitsumasa Yoda    | depuis 2023 |

## Bilan saison par saison
Ce tableau présente les résultats par saison du Fukushima United FC dans les diverses compétitions nationales depuis la saison 2014.
| Saison | Championnat | Championnat | Championnat | Championnat | Championnat | Championnat | Championnat | Championnat | Championnat | Championnat | Coupe du Japon | Coupe de la Ligue |
| Saison | Division    | Pos         | Pts         | J           | V           | N           | D           | BP          | BC          | Diff.       | Coupe du Japon | Coupe de la Ligue |
| ------ | ----------- | ----------- | ----------- | ----------- | ----------- | ----------- | ----------- | ----------- | ----------- | ----------- | -------------- | ----------------- |
| 2014   | J3 League   | 7e          | 36          | 33          | 9           | 9           | 15          | 30          | 38          | -8          | 1er tour       | -                 |
| 2015   | J3 League   | 7e          | 49          | 36          | 13          | 10          | 13          | 42          | 48          | -6          | 1er tour       | -                 |
| 2016   | J3 League   | 14e         | 30          | 30          | 7           | 9           | 14          | 35          | 44          | -9          | 2e tour        | -                 |
| 2017   | J3 League   | 10e         | 43          | 32          | 13          | 4           | 15          | 39          | 43          | -4          | -              | -                 |
| 2018   | J3 League   | 12e         | 40          | 32          | 9           | 13          | 10          | 36          | 43          | -7          | -              | -                 |
| 2019   | J3 League   | 11e         | 43          | 34          | 13          | 4           | 17          | 45          | 53          | -8          | -              | -                 |
| 2020   | J3 League   | 13e         | 39          | 34          | 11          | 6           | 17          | 46          | 55          | -9          | -              | -                 |
| 2021   | J3 League   | 5e          | 45          | 28          | 13          | 6           | 9           | 41          | 32          | +9          | -              | -                 |
| 2022   | J3 League   | 11e         | 42          | 34          | 11          | 9           | 14          | 37          | 45          | -8          | 2e tour        | -                 |
| 2023   | J3 League   | 15e         | 47          | 38          | 12          | 11          | 15          | 37          | 42          | -5          | 2e tour        | -                 |
| 2024   | J3 League   | 5e          | 59          | 38          | 18          | 5           | 15          | 64          | 49          | +15         | 2e tour        | 1er tour          |
| Saison | Division    | Pos         | Pts         | J           | V           | N           | D           | BP          | BC          | Diff.       | Coupe du Japon | Coupe de la Ligue |
| Saison | Championnat |             |             |             |             |             |             |             |             |             | Coupe du Japon | Coupe de la Ligue |